# Pátkai Ervin
Pátkai Ervin (Békéscsaba, 1937. április 11. – Párizs, 1985. június 18.) magyar szobrászművész, egyetemi tanár.

## Életpályája
Általános és középiskolai tanulmányait Békéscsabán végezte el. 1956-ban végzett a Magyar Képzőművészeti Főiskolán, ahol Borsos Miklós és Medgyessy Ferenc oktatta. 1956-ban Franciaországba emigrált. 1957–1964 között Párizsban tanult. 1969-től a Fiatal Szobrászok Szalonjának zsűritagja volt. 1973–1976 között a Sorbonne-on szobrászatot tanított.

## Kiállításai

### Egyéni
- 1966, 1973 Párizs

### Csoportos
- 1964-1966 Párizs
- 1970, 1982 Budapest

## Művei
- Grenoble (1967)
- Bobigny (1973)
- Lucée Lamarck (1970, 1972)

## Díjai, kitüntetései
- Fiatalok II. Párizsi Biennáléja díj (1961)
- Fiatalok III. Párizsi Biennáléja díj (1963)
- Jeune Sculpture nagydíja (1966)
- Francia Lovagrend (1973)